# Perineurální síť

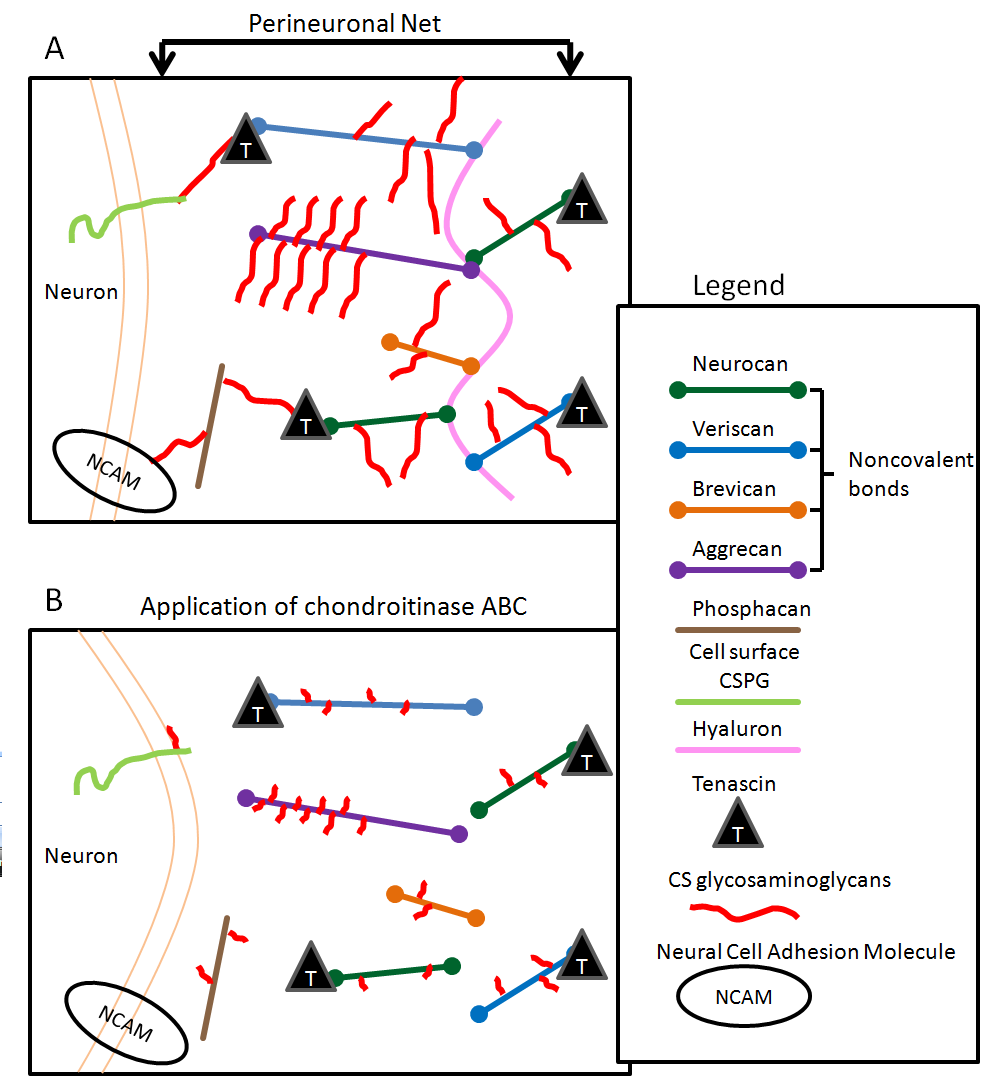
A. Perineuronalní sítě jsou vyrobeny z chondroitin sulfát proteoglykanů (CSPG). CSPGs jako např. neurocan, versican, brevican, a aggrecan jsou nekovalentně navázané na hyaluronan. Vazby mezi ostatními CSPG zprostředkovává tenascin (T, trojúhelníky). Tenascin se váže na CS glykosaminoglykany (červené čáry) a na povrchu buněk CSPG. Fosfakan se může také vázat na povrchové buněčné receptory, např. na NCAM.
B. Užití chondroitinázy ABC (ChABC) degraduje všechny CS glykosaminoglykany (červené čáry), stejně jako hyaluronan (fialová čára), což způsobuje významné narušení struktury perineuronalní sítě. Tyto poruchy mohou umožnit axonům proniknout do volného prostoru a tím obnovit nervovou plasticity.

Perineuronalní síť (PNN) je specializovaná struktura extracelulární matrix odpovědná za synaptické stabilizace v dospělém mozku. PNN se nacházejí kolem určitých těl neuronů a proximálních neuritů v centrálním nervovém systému. PNN hrají klíčovou roli v uzavření kritického období dětství, a jejich strávení může vyvolat a způsobit obnovení období podobné kritickému , tj. synaptickou plasticitu v dospělém mozku. Jsou do značné míry negativně nabité a skládají se z chondroitin sulfát proteoglykanů, molekuly, které hrají klíčovou roli v rozvoji a plasticity během postnatálního vývoje a u dospělých.
PNN jsou přítomny v kortexu, hipokampu, thalamu, mozkovém kmeni a míše. Studie mozku potkanů ukázala, že kůra obsahuje vysoké množství PNN v motorické a primární senzorické oblasti a relativně méně ve asociativní a limbické kůře. V kůře jsou PNN spojeny většinou s inhibičními interneurony a jsou nejspíše zodpovědné za udržování excitačně-inhibiční rovnováhy v dospělém mozku.

## Role v patologii CNS

### Epilepsie
Epilepsie jako chronické neurologické onemocnění je charakterizované abnormální elektrickou aktivitou v mozku. Tato abnormální elektrická aktivita vede k nárůstu plastické změny, která hraje roli v patogenezi onemocnění. Po záchvatu dochází k poklesu v fosfokanu a fosfokan-pozitivní PNN a zvýšení štěpení brevikanu ve spánkovém laloku a hipokampu. Záchvaty také zvyšují množství neurokanu, naopak CSPG byl zjištěn jen v novorozeneckém mozku. Tato degradace CSPG a PNN by mohla být zodpovědná za zvýšení plasticity spojené s poruchou.